# Turinyphia
Turinyphia van Helsdingen, 1982 è un genere di ragni appartenente alla famiglia Linyphiidae.

## Distribuzione
Le quattro specie oggi note di questo genere sono state rinvenute nella regione paleartica: la specie dall'areale più vasto è la T. yunohamensis reperita in Cina, Corea e Giappone

## Tassonomia
Per la determinazione delle caratteristiche della specie tipo sono tenute in considerazione le analisi sugli esemplari di Linyphia clairi Simon, 1884.
Considerato un sinonimo posteriore di Plesiophantes Heimer, 1981, a seguito di un lavoro di Wunderlich (1992a); questa sinonimia è stata però respinta da un successivo lavoro dello stesso Wunderlich (1995b).
Dal 2011 non sono stati esaminati esemplari di questo genere.
A dicembre 2012, si compone di quattro specie:
- Turinyphia cavernicola Wunderlich, 2008 — Azzorre
- Turinyphia clairi (Simon, 1884)[3] — Europa meridionale
- Turinyphia maderiana (Schenkel, 1938) — Madeira
- Turinyphia yunohamensis (Bösenberg & Strand, 1906) — Cina, Corea, Giappone